# Зелигер (лунный кратер)
Кратер Зелигер (лат. Seeliger) — маленький ударный кратер в юго-восточной части Залива Центральный на видимой стороне Луны. Название присвоено в честь немецкого астронома Хуго фон Зелигера (1849—1924) и утверждено Международным астрономическим союзом в 1935 г. 

## Описание кратера

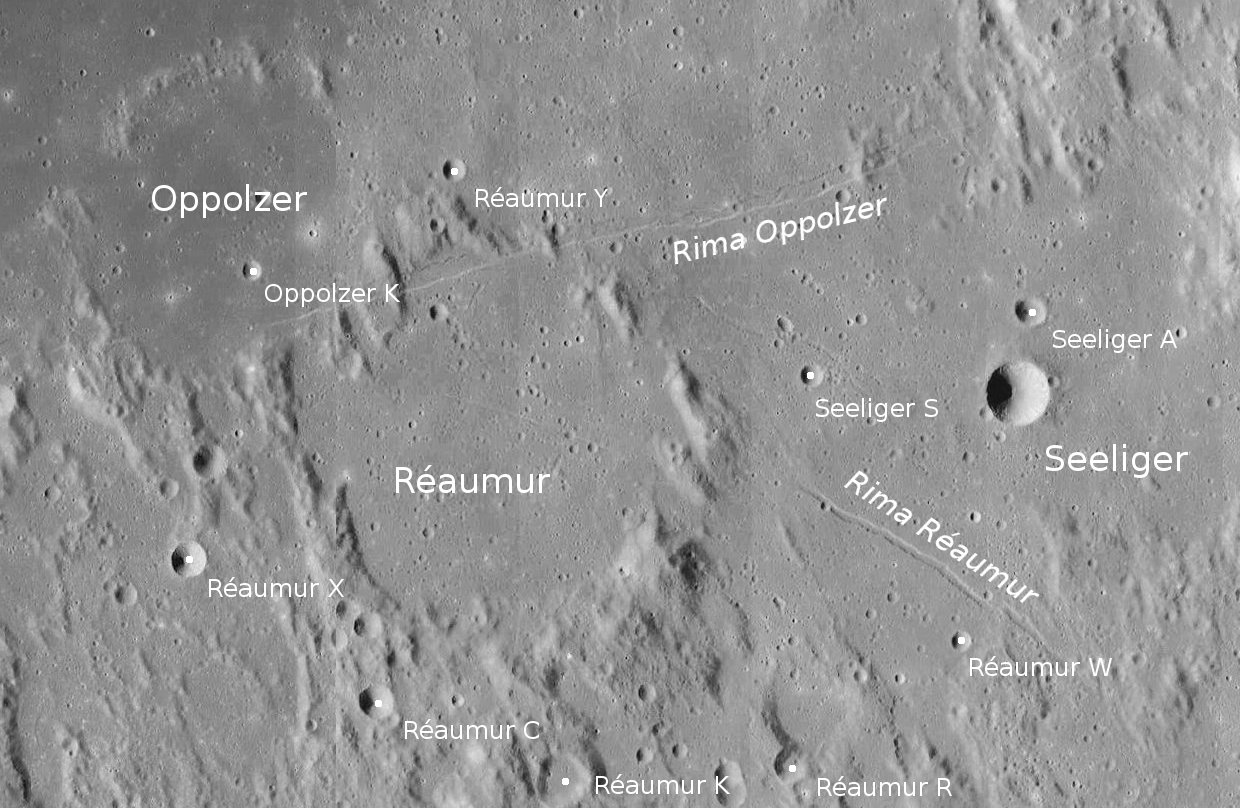
Снимок Lunar Reconnaissance Orbiter.

Ближайшими соседями кратера являются кратер Реомюр на западе; кратеры Брюс и Блэгг на северо-западе; кратер Рэтик на северо-востоке; кратер Пикеринг на востоке-юго-востоке; кратеры Хоррокс и Гиппарх на юго-востоке и кратер Гюлден на юго-западе. На северо-западе от кратера находится борозда Оппольцера, на юго-западе - борозда Реомюра. Селенографические координаты центра кратера 2°13′ ю. ш. 3°00′ в. д. / 2,22° ю. ш. 3° в. д., диаметр 8,3 км, глубина 1,81 км.
Кратер имеет циркулярную чашеобразную форму, практически не подвергся разрушению. Внутренний склон вала гладкий, верхняя часть склона с высоким альбедо. Высота вала над окружающей местностью достигает 300 м , объем кратера составляет приблизительно 20 км³. На снимках полученных с зонда Clementine можно разглядеть небольшой центральный пик, что нехарактерно для кратеров данного типа.

## Сателлитные кратеры

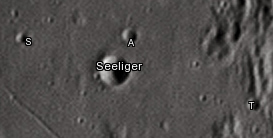
Снимок Девида Кемпбелла.

| Зелигер | Координаты                                        | Диаметр, км |
| ------- | ------------------------------------------------- | ----------- |
| A       | 1°53′ ю. ш. 3°02′ в. д. / 1,88° ю. ш. 3,04° в. д. | 3,8         |
| S       | 2°08′ ю. ш. 2°06′ в. д. / 2,14° ю. ш. 2,1° в. д.  | 2,9         |
| T       | 2°12′ ю. ш. 4°19′ в. д. / 2,2° ю. ш. 4,31° в. д.  | 3,3         |

## См.также
- Список кратеров на Луне
- Лунный кратер
- Морфологический каталог кратеров Луны
- Планетная номенклатура
- Селенография
- Минералогия Луны
- Геология Луны
- Поздняя тяжёлая бомбардировка